# Ptilotus nobilis
Ptilotus nobilis är en amarantväxtart som först beskrevs av John Lindley, och fick sitt nu gällande namn av Ferdinand von Mueller. Ptilotus nobilis ingår i släktet Ptilotus och familjen amarantväxter. Utöver nominatformen finns också underarten P. n. nobilis.

## Bildgalleri

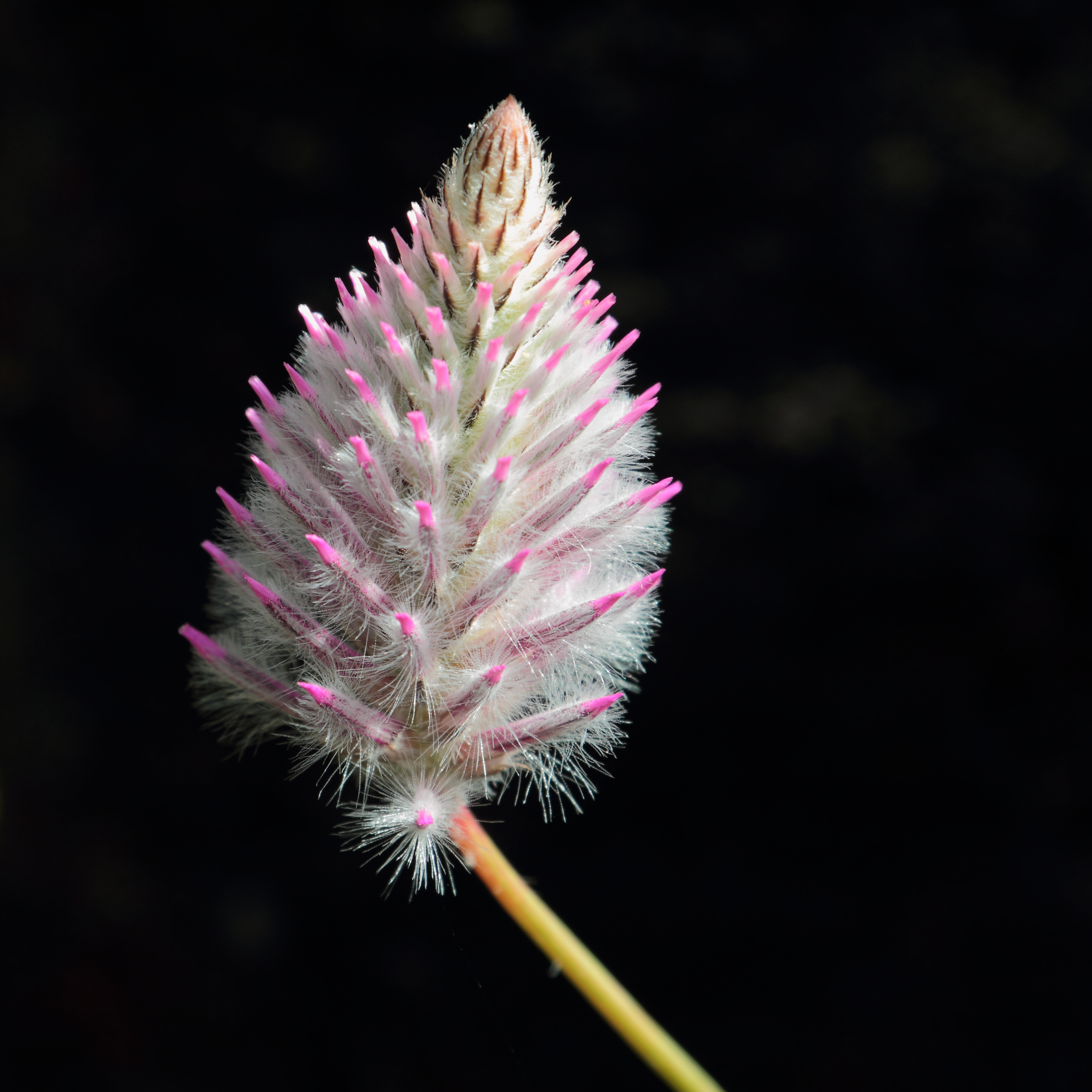
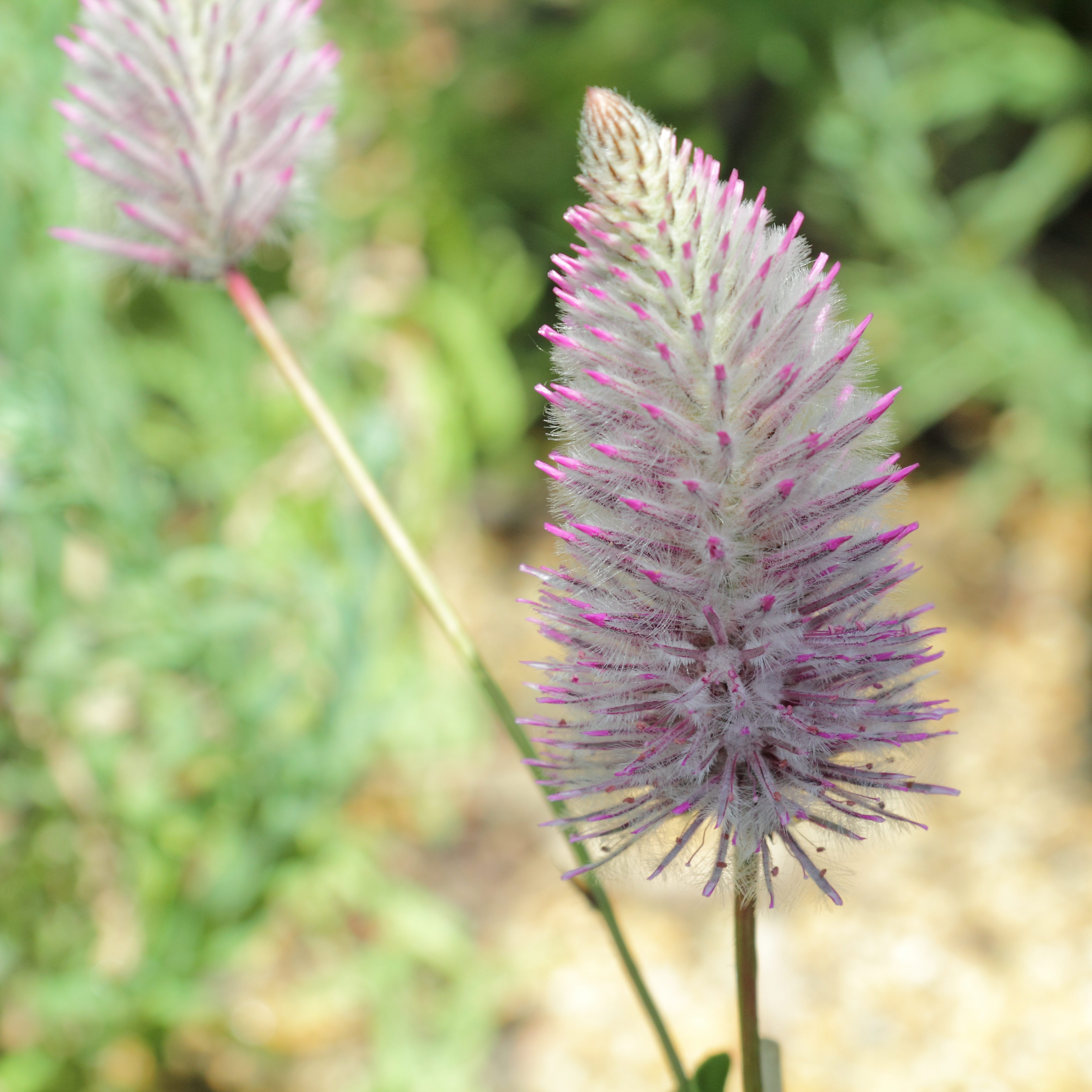